# قناة برسبوليس
قناة برسبوليس التلفزيونية هي قناة مشفرة تُعرض مجانًا، يشرف على إدارتها نادي برسبوليس لكرة القدم، وتختص بتغطية أخبار ومحتوى يتعلق بالفريق الإيراني. تُبث القناة باللغة الفارسية.
أُغلقت القناة في عام 2013، لكنها عادت للعمل من جديد في عام 2017 تحت اسم قناة برسيبوليس. 